# ミネソタ・レッキング・クルー
ミネソタ・レッキング・クルー（The Minnesota Wrecking Crew）は、プロレスラーのタッグチーム。メンバーを入れ替えながら、1960年代から1980年代にかけて、ヒールのポジションで長く活躍した。
実際には血縁関係はないものの、4人のメンバーは全員兄弟であるという設定でミネソタ州出身のアンダーソン姓を名乗り、アンダーソン・ファミリー（The Anderson Family）とも呼ばれた。グラハム兄弟（ジェリー、エディ、ルーク、ビリー）やバリアント兄弟（ジミー、ジョニー、ジェリー）などと並んでギミック上のレスリング・ブラザーズの典型的な見本である。
なお、レッキング・クルーとは「解体屋」などの意味を持つが、日本では直訳して「ミネソタの難破船」の異名で呼ばれていた。

## 概要
初代は「長男」ジン・アンダーソンと「次男」ラーズ・アンダーソンのコンビで1966年に結成され、NWAの南部テリトリーを中心に活動した。1960年代末からは、AWAでデビューしたアラン "ザ・ロック" ロゴウスキーが「三男」オレイ・アンダーソンとして加入。その後ラーズが脱退し、ジンとオレイが2代目タッグを結成する。
以後、ジム・クロケット・ジュニア主宰のNWAミッドアトランティック地区やジム・バーネット主宰のNWAジョージア地区を主戦場に活躍。ミッドアトランティックでは1970年代前半、ネルソン・ロイヤル&ポール・ジョーンズの牧童コンビやリップ・ホーク&スウェード・ハンセンのブロンド・ボンバーズとタッグ屋同士の抗争を展開。1975年から1981年にかけては、ワフー・マクダニエル&ルーファス・ジョーンズ、ミスター・レスリング&ディノ・ブラボー、リック・フレアー&グレッグ・バレンタイン、ダスティ・ローデス&ディック・スレーター、ポール・ジョーンズ&マスクド・スーパースターなどの強豪チームを破り、同地区認定のNWA世界タッグ王座を再三獲得した。
ラーズも時折再加入し、ジョージアではラーズとオレイのコンビで1978年2月27日にミスター・レスリング2号&トニー・アトラス、同年4月28日にサンダーボルト・パターソン&トミー・リッチ、1980年6月8日にイワン・コロフ&アレックス・スミルノフからジョージア・タッグ王座を奪取している。その後、両者は仲間割れを起こしラーズがベビーフェイスに転向、会場の照明を落として試合を行うライツ・アウト・マッチやボクシング・マッチなどのデスマッチ形式で分裂抗争を繰り広げた。
1980年代に入ると、ジンが現役を退きミッドアトランティック地区でマネージャーに転身。オレイはシングルプレイヤーとなり、ジョージア地区のブッカー兼選手として活動。そして1985年、オレイが自分と風貌のよく似た新人選手を「四男」アーン・アンダーソンに改名させ、3代目のコンビを結成する。4月28日にはサンダーボルト・パターソン&マニー・フェルナンデスを破り、NWAナショナル・タッグ王座を獲得。11月28日にはNWAフロリダ地区のUSタッグ王者チームだったワフー・マクダニエル&ビリー・ジャック・ヘインズからも勝利を収めた。オレイとアーンのコンビは後にミッドアトランティック地区でフォー・ホースメンにも参加し、一時代を築く。一度解散するも再結成され、オレイの引退によってチームとしてはその歴史を終えた。
2010年にはジン、ラーズ、オレイの3者でNWA殿堂に迎えられた。「アンダーソン」の名はプロレス史に深く刻まれ、その名を名乗るプロレスラーは必然的に彼らとの関連性を連想されてしまう。WWEで活躍したケン・ケネディも、そのためにリングネームを変更した一人である。
日本にはジンとオレイのコンビで1970年1月に日本プロレスへ参戦、1月11日に岡山県体育館にてアントニオ猪木&吉村道明のアジアタッグ王座に挑戦した。1973年10月には国際プロレスにも参戦しており、11月4日に鹿島郡神栖町にてラッシャー木村&グレート草津のIWA世界タッグ王座に挑戦した他、マイティ井上&アニマル浜口と金網タッグ・デスマッチを2回行っている。
なお、ミネアポリス育ちのリック・フレアーは1976年の一時期、ミッドアトランティック地区でジン&オレイの「従兄弟」という役どころでメンバーに加わり、6人タッグマッチなどに出場していたことがある。

### 影響下のタッグチーム
彼らのユニット名は後年、主にミネソタ出身の選手によるタッグチームに継承されている。
- デストラクション・クルー（The Destruction Crew） : 1989年、AWAにてウェイン・ブルームとマイク・イーノスが結成。
- レッキング・クルー（The Wrecking Crew） : 1992年、フロリダのインディー団体にてフューリーとレイジ（英語版）が結成。
- ミネソタ・ストレッチング・クルー（The Minnesota Stretching Crew） : 2001年、OVWにてミネソタ大学のレスリング選手だったブロック・レスナーとシェルトン・ベンジャミンが結成[13]。
- ヒルビリー・レッキング・クルー（The Hillbilly Wrecking Crew） : 2009年、JAPWにてネクロ・ブッチャーとブロディ・リーが結成。2010年にはニック・ゲージとブリスコ・ブラザーズ（ジェイ・ブリスコ&マーク・ブリスコ）が加わり5人組ユニットとなった。
- ニュー・エイジ・レッキング・クルー（The New Age Wrecking Crew） : 2012年、ACEにてスミス・ジェームス、ストッケード、ビル・カール、ビンス・スティールが結成。

## 獲得タイトル
ジョージア・チャンピオンシップ・レスリング
- NWA世界タッグ王座（ジョージア版）：1回（ジン&ラーズ）[14]
- NWA南部タッグ王座（ジョージア版）：2回（ジン&ラーズ）[15]
- NWAサウスイースタン・タッグ王座（ジョージア版）：1回（ジン&オレイ）[16]
- NWAジョージア・タッグ王座：10回（ジン&オレイ×7、ラーズ&オレイ×3）[5]
- NWAメイコン・タッグ王座：1回（ジン&オレイ）[17]

ミッドアトランティック・チャンピオンシップ・レスリング
- NWA世界タッグ王座（ミッドアトランティック版）：7回（ジン&オレイ）[4]
- NWA大西洋岸タッグ王座：4回（ジン&オレイ）[18]
- NWAミッドアトランティック・タッグ王座：2回（ジン&オレイ）[19]
- NWAナショナル・タッグ王座：1回（オレイ&アーン）[7]

ナショナル・レスリング・アライアンス
- NWA殿堂：2010年（ジン、ラーズ、オレイ）[8]